# Newbridge (Oxfordshire)
Newbridge is een oude brug over de Theems, de grootste rivier van Engeland, in het zuidwesten van Oxfordshire. De brug werd in de 13e eeuw gebouwd bij de monding van de Windrush en geniet sinds de 20e eeuw bescherming als monument.
Over de brug loopt de A415 die Abingdon verbindt met Witney.
Op de smalle overweg wordt het eenrichtingverkeer geregeld met stoplichten.
Voertuigen zwaarder dan 18 ton moeten omrijden.

De brug gaf zijn naam aan een kleine nederzetting met een handvol huizen aan weerszijden van de rivier. Op de zuidelijke oever staat The Maybush pub en aan de noordkant de 16e-eeuwse inn The Rose Revived.

## Geschiedenis
De brug is opgebouwd uit een zestal bogen bestaande uit steen afkomstig uit de groeve van Tayton nabij Burford, dat destijds hoog stond aangeschreven en dat ook heeft gediend voor de bouw van veel middeleeuwse kerken in West Oxfordshire. Vermoedelijk werden de weg en de brug bij Newbridge omstreeks 1250 aangelegd door monniken van de nabije Deerhurst priorij. Een paar kilometer stroomopwaarts ligt de Radcot Bridge bij de boerderij van Radcot. Deze stamt mogelijk uit 1200 en wordt daarom de eerste brug over de Theems genoemd.

De naam New Bridge, nieuwe brug, kwam in zwang ter onderscheiding van de reeds bestaande bruggen bij Radcot en Lechlade. Tegen het einde van de 15e eeuw waren er zo'n twintig bruggen om de wolmarkt van de Cotswolds te verbinden met streken in het zuiden. Daarvan resteren alleen nog de bruggen bij Radcot en Newbridge. Maar Radcot heeft ten tijde van de Rozenoorlogen zware schade geleden waarna de centrale boog in afgevlakte vorm is hersteld, bovendien ligt de plaats sinds een kanalisering van Theems in 1787 eigenlijk aan een dode rivierarm, daarom kan ook Newbridge de oudste brug over de Theems heten.

De verbindingsroute over de brug was van vitaal strategisch belang ten tijde van de Engelse Burgeroorlog, en vormde de inzet van de Slag bij Newbridge tussen de royalisten en het leger van het parlement in 1644. De parlementstroepen waren op weg naar Oxford om de koning gevangen te nemen, ze wilden de rivier oversteken maar werden hier verslagen. De Battle of Newbridge zou op zaterdag 21 juli 2007 worden nagespeeld in de weilanden naast het dorp. Het spektakel werd afgelast omdat in de week tevoren het land werd geteisterd door de ernstigste overstromingen in meer dan vijftig jaar. Op zondagmiddag moesten de gasten van de Maybush Pub halsoverkop het etablissement verlaten toen de Theems buiten zijn oevers trad. De wereld keek toe hoe het water in twee dagen steeg tot aan de vensterbanken van de eeuwenoude raamkozijnen.